# Clepsysaurus
Clepsysaurus (uit het Grieks: κλεψύδρα, klepsúdra, 'waterdief' en Grieks: σαῦρος saûros, 'hagedis') is een dubieus geslacht van uitgestorven archosauriërs beschreven door Isaac Lea in 1851 op basis van overblijfselen die zijn ontdekt in de Passaïsche formatie uit het Carnien van Lehigh County, Pennsylvania. Er zijn twee soorten bekend: Clepsysaurus pennsylvanicus (de typesoort) en Clepsysaurus veatleianus. Het holotype van Clepsysaurus pennsylvanicus, ANSP 9526, 9555-71, 9594-5, bestaat uit tanden, ribben en wervels, terwijl het holotype van Clepsysaurus veatleianus, AMNH 2331, uit een enkele tand bestaat, met AMNH 2330, een tand, als een bedoeld exemplaar. Andere exemplaren van Clepsysaurus pennsylvanicus zijn bekend, waaronder ANSP 15071 (een linkervoortand met drieëntwintig tanden, een rechterdentarium met dertig tanden en een deel van het rechter temporale gebied) en AMNH 2337 (een enkele tand).
Clepsysaurus werd traditioneel geclassificeerd als een sauropodomorf, maar recentere studies geven aan dat het ofwel een dubieuze basale archosauriër was ofwel een lid van de Phytosauria. Clepsysaurus werd uiteindelijk gezien als een synoniem van ofwel de dubieuze archosauriër Palaeosaurus of de sauropodomorfe Anchisaurus, maar Clepsysaurus werd uiteindelijk benoemd als een geldig, maar twijfelachtig geslacht.